# Temporada 1982-83 de los Dallas Mavericks
La temporada 1982-83 fue la tercera de los Dallas Mavericks en la NBA. La temporada regular acabó con 38 victorias y 44 derrotas, ocupando el octavo puesto de la conferencia Oeste, no logrando clasificarse para los playoffs.

## Elecciones en elDraft
| Ronda | Puesto | Jugador        | Posición  | Nacionalidad   | Universidad |
| ----- | ------ | -------------- | --------- | -------------- | ----------- |
| 1     | 4      | Bill Garnett   | Alero     | Estados Unidos | Wyoming     |
| 3     | 50     | Corny Thompson | Ala-Pívot | Estados Unidos | Connecticut |

## Temporada regular
| División Medio Oeste | División Medio Oeste | División Medio Oeste | División Medio Oeste | División Medio Oeste | División Medio Oeste | División Medio Oeste | División Medio Oeste | División Medio Oeste |
| Equipo               | G                    | P                    | %                    | PD                   | Casa                 | Fuera                | Div                  |                      |
| -------------------- | -------------------- | -------------------- | -------------------- | -------------------- | -------------------- | -------------------- | -------------------- | -------------------- |
| y-San Antonio Spurs  | 53                   | 29                   | .646                 | –                    | 31–10                | 22–19                | 21–9                 |                      |
| x-Denver Nuggets     | 45                   | 37                   | .549                 | 8                    | 29–12                | 16–25                | 17–13                |                      |
| Kansas City Kings    | 45                   | 37                   | .549                 | 8                    | 30–11                | 15–26                | 18–12                |                      |
| Dallas Mavericks     | 38                   | 44                   | .463                 | 15                   | 23–18                | 15–26                | 15–15                |                      |
| Utah Jazz            | 30                   | 52                   | .366                 | 23                   | 21–20                | 9–32                 | 15–15                |                      |
| Houston Rockets      | 14                   | 68                   | .171                 | 39                   | 9–32                 | 5–36                 | 4–26                 |                      |

## Estadísticas
| Rk | Jugador          | Edad | P  | PT | MP   | TC  | TCI  | %TC  | T3  | T3I | %T3   | TL  | TLI | %TL  | RO  | RD  | RT  | AS  | RB  | TAP | BP  | FP  | PTS  |
| -- | ---------------- | ---- | -- | -- | ---- | --- | ---- | ---- | --- | --- | ----- | --- | --- | ---- | --- | --- | --- | --- | --- | --- | --- | --- | ---- |
| 1  | Mark Aguirre     | 23   | 81 | 75 | 34.4 | 9.5 | 19.6 | .483 | 0.2 | 0.9 | .211  | 5.3 | 7.3 | .728 | 2.4 | 3.9 | 6.3 | 4.1 | 1.0 | 0.3 | 3.2 | 3.0 | 24.4 |
| 2  | Jay Vincent      | 23   | 81 | 73 | 33.7 | 7.7 | 15.7 | .489 | 0.0 | 0.0 | .000  | 3.3 | 4.2 | .784 | 2.7 | 4.6 | 7.3 | 2.6 | 0.9 | 0.6 | 2.3 | 3.6 | 18.7 |
| 3  | Rolando Blackman | 23   | 75 | 62 | 31.3 | 6.8 | 13.9 | .492 | 0.0 | 0.2 | .200  | 4.0 | 5.1 | .780 | 1.4 | 2.5 | 3.9 | 2.5 | 0.5 | 0.4 | 1.6 | 1.5 | 17.7 |
| 4  | Brad Davis       | 27   | 79 | 78 | 29.4 | 4.5 | 7.9  | .572 | 0.1 | 0.5 | .256  | 2.4 | 2.8 | .845 | 0.4 | 2.1 | 2.5 | 7.2 | 1.0 | 0.1 | 1.8 | 2.2 | 11.6 |
| 5  | Pat Cummings     | 26   | 81 | 71 | 28.6 | 5.3 | 10.8 | .493 | 0.0 | 0.0 | .000  | 1.8 | 2.4 | .755 | 2.8 | 5.5 | 8.2 | 1.8 | 0.7 | 0.4 | 2.0 | 3.7 | 12.5 |
| 6  | Kelvin Ransey    | 24   | 76 | 4  | 21.1 | 4.5 | 9.8  | .460 | 0.0 | 0.2 | .125  | 2.0 | 2.6 | .764 | 0.6 | 1.4 | 1.9 | 3.7 | 0.8 | 0.1 | 1.7 | 1.4 | 11.1 |
| 7  | Bill Garnett     | 22   | 75 | 13 | 18.8 | 2.3 | 4.3  | .533 | 0.0 | 0.0 | .000  | 1.7 | 2.3 | .741 | 1.9 | 3.5 | 5.4 | 1.4 | 0.6 | 0.9 | 1.1 | 3.3 | 6.3  |
| 8  | Kurt Nimphius    | 24   | 81 | 12 | 18.7 | 2.1 | 4.4  | .490 | 0.0 | 0.0 | 1.000 | 1.0 | 1.7 | .550 | 1.9 | 3.0 | 5.0 | 1.4 | 0.3 | 1.4 | 0.8 | 3.5 | 5.3  |
| 9  | Jim Spanarkel    | 25   | 48 | 4  | 15.0 | 1.9 | 4.1  | .462 | 0.0 | 0.2 | .200  | 1.8 | 2.4 | .779 | 0.6 | 1.2 | 1.8 | 1.6 | 0.6 | 0.1 | 1.1 | 1.2 | 5.7  |
| 10 | Elston Turner    | 23   | 59 | 16 | 14.9 | 1.6 | 4.0  | .403 | 0.0 | 0.1 | .667  | 0.3 | 0.5 | .667 | 1.2 | 1.4 | 2.6 | 1.5 | 0.8 | 0.0 | 1.0 | 1.3 | 3.6  |
| 11 | Scott Lloyd      | 30   | 15 | 0  | 13.7 | 1.3 | 3.3  | .380 | 0.0 | 0.1 | .000  | 0.7 | 1.1 | .647 | 1.3 | 1.8 | 3.1 | 1.4 | 0.4 | 0.4 | 0.4 | 1.6 | 3.3  |
| 12 | Corny Thompson   | 22   | 44 | 2  | 11.8 | 1.0 | 3.1  | .314 | 0.0 | 0.0 |       | 0.8 | 1.0 | .783 | 0.9 | 1.8 | 2.7 | 0.8 | 0.3 | 0.2 | 0.7 | 2.1 | 2.8  |
| 13 | Allan Bristow    | 31   | 37 | 0  | 10.0 | 1.2 | 2.7  | .444 | 0.2 | 0.4 | .462  | 0.3 | 0.4 | .714 | 0.6 | 0.9 | 1.6 | 1.9 | 0.2 | 0.0 | 0.8 | 1.2 | 2.8  |